# جوزف لمبرت یوستاس
سر جوزف لمبرت یوستاس (انگلیسی: Sir Joseph Lambert Eustace؛ زادهٔ ۲۸ فوریهٔ ۱۹۰۸ – درگذشته ۲ نوامبر ۱۹۹۶) سیاست‌مدار اهل سنت وینسنت و گرنادین‌ها بود.
جوزف لمبرت یوستاس در ۲ نوامبر ۱۹۹۶، در سن ۸۸ سالگی درگذشت.